# Nørreballe
Nørreballe is een plaats in de Deense regio Seeland, gemeente Lolland, en telt 586 inwoners (2007).

## Bezienswaardigheden
- Kerk van Østofte